# 日清具多
日清具多（にっしんグータ、GooTa）は、日清食品から2002年に発売されたインスタントラーメンである。

## 概要
2000年以降、発展を重ねたカップラーメンは高級タイプのノンフライ麺が質を高めてきたことや、コンビニエンスストアを中心に地方色を強く出した「ご当地ラーメン」や有名店の味を再現した「ご当店ラーメン」を取り入れるなどバリエーションが拡大し、当時180円以上と区分された高品質・高価格帯の商品群が活性化したが、消費者による調査では「具材に不満感がある」「具材の品質・量への期待が高まっている」など具材の手薄感が確認され、その期待に応えるべく「具に驚きのあるカップめん」を基本コンセプトとして開発し、具材の多さ・豊かさ・美味しさを中心に質感の高いノンフライ麺と具材の旨味を十分に引き出すスープを組み合わせた商品となった。
本商品はすべて、かつて存在した規格であった「JAS上級規格」に該当していた。

## CM
初代タレントには俳優の大杉漣を起用。具多の具材に使っている食材をバックに、大杉が「日清具多」の具材について語るCMとなっている。
2005年のCMでは、GooTaお笑いアリーナ「赤」vs「青」のお笑いバトルでメインキャラクターとして山口智充が出演。
若手芸人22組がお笑いバトルを繰り広げた。
- ニブンノゴ! vs バッドボーイズ
- 永井佑一郎（アクセルホッパー）、ハリセンボン vs あべこうじ、井上マー
- ピース、ルート33 vs トータルテンボス、COWCOW
- Bコース、POISON GIRL BAND vs 佐久間一行、サカイスト
- 平成ノブシコブシ、アホマイルド vs ジパング上陸作戦、ラフ・コントロール
- くまだまさし、ダイノジ vs コンマニセンチ、2丁拳銃

2013年2月からは「日清GooTa 厚切角煮麺」の発売を記念し、オペラ歌手の佐藤泰弘（さとう やすひろ）が出演し高らかに歌う「一点豪華主義」編がオンエアされている。

## 主な種類
2009年3月現在
| 商品名                          | 発売日     |
| ------------------------------- | ---------- |
| 日清具多 手包雲呑麺             | 2002/10/28 |
| 日清具多 炙焼叉焼麺             | 2002/10/28 |
| 日清具多 鉄鍋炒野菜 肉ソボロ麺  | 2002/10/28 |
| 日清具多 中華海鮮 八宝菜麺      | 2002/10/28 |
| 日清具多 芙蓉蟹風麺             | 2003/1/20  |
| 日清具多 豚キムチ麺             | 2003/3/3   |
| 日清具多 麻婆豆腐麺             | 2003/4/7   |
| 日清具多 七枚入叉焼麺           | 2003/5/6   |
| 日清具多 雲呑担担麺             | 2003/6/2   |
| 日清具多 鉄鍋炒野菜チャンポン麺 | 2003/7/7   |
| 日清具多 旬味きのこ麺           | 2003/8/18  |
| 日清具多 味玉叉焼麺             | 2003/10/27 |
| 日清具多 叉焼雲呑麺             | 2003/12/29 |
| 日清具多 みそ叉焼麺             | 2004/2/16  |
| 日清具多 炒豚菜麺               | 2004/3/22  |
| 日清具多 七枚入叉焼麺           | 2004/4/26  |
| 日清具多 十二雲呑麺             | 2004/4/26  |
| 日清具多 太肉担担麺             | 2004/7/12  |
| 日清具多 八珍チャンポン麺       | 2004/8/30  |
| 日清具多 炭火焼叉焼麺           | 2004/10/4  |
| 日清具多 中華海鮮菜麺           | 2004/11/1  |
| 日清具多 大雲呑叉焼麺           | 2004/12/6  |
| 日清具多 ねぎ叉焼麺             | 2005/1/1   |
| 日清具多 豚角煮カリー麺         | 2005/2/14  |
| 日清具多 厚切大叉焼麺           | 2005/3/22  |
| 日清具多 棒棒鶏担担麺           | 2005/5/9   |
| 日清具多 和豚骨叉焼麺           | 2005/7/11  |
| 日清具多 炙焼叉焼麺             | 2005/10/17 |
| 日清具多 海老雲呑麺             | 2005/10/17 |
| 日清具多 みそ叉焼麺             | 2005/12/26 |
| 日清具多 味玉叉焼麺             | 2006/1/30  |
| 日清具多 厚切叉焼麺             | 2006/3/27  |
| 日清具多 味玉叉焼麺（赤）       | 2006/5/22  |
| 日清具多 燻玉叉焼麺（青）       | 2006/5/22  |
| 日清具多 雲呑タンメン           | 2006/7/10  |
| 日清具多 麻辣担担麺             | 2006/8/14  |
| 日清具多 焼豚叉焼麺             | 2006/9/25  |
| 日清具多 とろ煮豚麺             | 2006/10/30 |
| 日清具多 みそ肉菜麺             | 2006/11/27 |
| 日清具多 豚トロ叉焼麺           | 2006/12/25 |
| 日清具多 豚キムチ麺             | 2007/1/29  |
| 日清具多 貝柱雲呑麺             | 2007/2/26  |
| 日清具多 手作り肉団子麺         | 2007/3/26  |
| 日清具多 五目あんかけ麺         | 2007/5/1   |
| 日清具多 煮玉叉焼麺             | 2007/5/28  |
| 日清具多 鶏中華麺               | 2007/7/30  |
| 日清具多 芳醇醤油               | 2007/10/15 |
| 日清具多 とろ豚骨               | 2007/10/15 |
| 日清具多 濃厚味噌               | 2007/11/19 |
| 日清具多 海鮮ちゃんぽん         | 2008/2/12  |
| 日清具多 豚キムチ麺             | 2008/3/31  |
| 日清具多 煮玉炙り叉焼           | 2008/5/19  |
| 日清具多 とろ叉焼麺             | 2008/6/30  |
| 日清具多 北京宮爆鶏丁麺         | 2008/7/28  |
| 日清具多 八宝あんかけ麺         | 2008/10/6  |
| 日清具多 金胡麻担々麺           | 2009/1/13  |
| 日清具多 豚トロ叉焼麺           | 2009/2/16  |
| 日清具多 紅叉焼横浜タンメン     | 2009/5/25  |

この他、子会社の日清食品冷凍から冷凍麺が発売されている。